# Bojan Pajtić

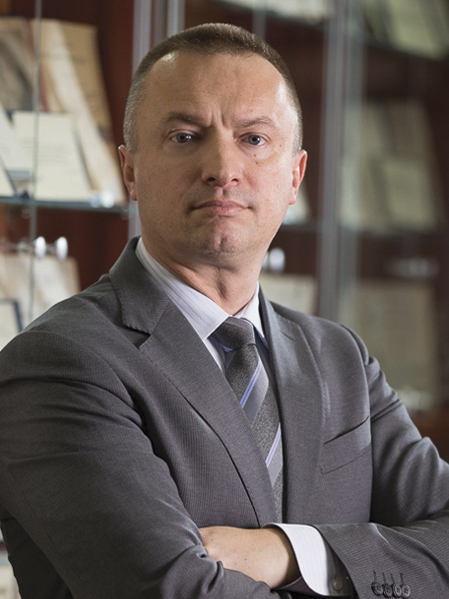
Bojan Pajtić (2015)

Bojan Pajtić (* 2. Mai 1970 in Senta) ist ein serbischer Politiker (Demokratska Stranka) und Rechtswissenschaftler.

## Ausbildung und Beruf
Bojan Pajtić ist der Sohn eines orthodoxen Priesters. Er besuchte die Schulen in seiner Geburtsstadt Senta und studierte bis zum Abschluss 1995 an der juristischen Fakultät der Universität Novi Sad. Danach war er dort als Lehrassistent tätig. 2008 wurde er promoviert und lehrte anschließend als Assistant Professor für Obligationenrecht (ab 2009), Associate Professor (2014) und ordentlicher Professor (2019) an der Universität Novi Sad. 2018 hatte er im Rahmen von Erasmus+ Gastprofessuren in Heidelberg und an der Comenius-Universität Bratislava inne.

## Politik
Pajtić war schon als Student politisch aktiv. Er trat zunächst 1995 der Partei des Politikers Milan Paroški bei, der ein Freund seines Vaters war. 1996 wurde er Mitglied der Demokratska Stranka (DS). Später saß er im Stadtrat von Novi Sad. 2000 wurde er in die serbische Nationalversammlung gewählt. Dort war er drei Jahre lang Vorsitzender des Legislativausschusses. Von 2004 bis 2016 war er Regierungschef der Provinz Vojvodina. Von 2014 bis 2016 amtierte er als DS-Parteivorsitzender.